# Pseudolunularia unguis
Pseudolunularia unguis är en mossdjursart som beskrevs av Cadee, Chimonides och Cook 1989. Pseudolunularia unguis ingår i släktet Pseudolunularia och familjen Selenariidae. Inga underarter finns listade i Catalogue of Life.